# Boletus carminiporus
Boletus carminiporus es una especie de hongo boleto en la familia Boletaceae. Descrito como nueva para la ciencia en 1998, la especie se encuentra en el sur de Estados Unidos donde crece en una asociación micorrícica con árboles diversos en los bosques mixtos.

## Taxonomía
La especie fue descrita por primera vez científicamente por micólogos Alan Bessette, Ernst Both y Dunaway Dail en el año 1998, con base en las colectas hechas en Misisipi.

## Descripción
Los cuerpos fructíferos tienen tapas que están inicialmente convexas antes de aplanarse en la madurez, alcanzando un diámetro de 3-14 cm (1.2 a 5.5 cm). El margen de la tapa, en un principio curvado o enrollado hacia adentro, de desencurva ligeramente con la edad. La superficie de la tapa es seca y ligeramente pegajoso y suave. Los ejemplares jóvenes son de color rojo opaco, cambiando gradualmente a rosado-rojo o rojo-anaranjado en la madurez. La carne es color blanquecina a amarillo pálido, pero se oscurece ligeramente con la edad o cuando se expone al aire. No tiene sabor ni olor característico, y a diferencia de muchas especies boleto, no se vuelve azul cuando se corta o se lastima.
La superficie de los poros en la parte inferior de la tapa es de color amarillo al principio, pero se mancha de verde azulado a oliva opaco cuando los poros se aplastan. Los poros, angulares irregulares, son de 2-3 por milímetro, mientras que los tubos que comprenden el himenóforo son 0.3-1.2 cm (0,1-0,5 pulgadas) de profundidad. El vástago es 5-11.5 cm (2,0-4,5 pulgadas) de largo por 3.1 cm (0.4 a 1.2) de espesor, y, o bien de la misma anchura en toda su longitud o más gruesa cerca de la base. Es sólida (es decir, no hueco), seca, y marcada por un retículo (una red de superficie de crestas levantadas), especialmente en la parte superior. Inicialmente rosado, con la edad, el color se profundiza a rojo. Los tallos se manchan de color rojo o verde cuando se lesionan.

## Hábitat y distribución
Boletus carminiporus es un hongo micorriza. Sus cuerpos frutales crecen solos, en grupos dispersos, o en el suelo, normalmente cerca de haya, nogal y roble en bosques mixtos. La fructificación se produce a desde junio hasta septiembre. Sólo se le conoce en América del Norte, su distribución se extiende desde el sur de Carolina del Norte hasta Florida, y al oeste de Arkansas y Luisiana.